# Seututie 355
Pour les articles homonymes, voir Route 355.
La route régionale 355 (finnois : Seututie 355) est une route régionale allant de Kotkansaari à Kotka jusqu'au port de Mussalo à Kotka en Finlande,,.

## Présentation
La seututie 355 est une route régionale de la Vallée de la Kymi.
La route relie le port de Mussalo et la route nationale 15 à proximité de la tour d'observation de Haukkavuori.